# Акопян, Акоп Рафикович
Акоп Рафикович Акопян (арм. Հակոբ Ռաֆիկի Հակոբյան; 10 февраля 1963, Эчмиадзин — 23 марта 2021) — бывший депутат парламента Армении.
- 1996—2001 — Армянская сельскохозяйственная академия. Гидростроитель.
- 1981—1983 — служил в советской армии.
- 1984—1986 — рабочий в «Армгидростро», 1986—1988 — начальник участка, 1988—1991 — начальник отдела, а с 1991—1999 — начальник объединения.
- 1999—2003 — был депутатом парламента. Член постоянной комиссии по государственно-правовым вопросам. Член депутатской группы «Народный депутат».
- 2003—2007 — вновь депутат парламента. Член постоянной комиссии по государственно-правовым вопросам. Член партии «РПА».

## Награды
- Юбилейная медаль «МПА СНГ. 20 лет» (11 апреля 2013 года, Межпарламентская ассамблея СНГ) — за вклад в развитие и совершенствование правовых основ функционирования Содружества Независимых Государств, модельного и национального законодательства государств — участников МПА СНГ, а также в укрепление международных связей и межпарламентского сотрудничества[2].